# Albert Vinckenbrinck
Albert Jansz Vinckenbrinck (gedoopt Amsterdam, 29 maart 1605 – begraven aldaar, 3 november 1664) was een Nederlandse beeldhouwer.

## Leven en werk
Vinckenbrinck was een zoon van de uit Oost-Friesland afkomstige kistenmaker Jan Albertsz. Vinckenbrinck en Marike Goris Mans. Hij wordt vanaf zijn 25e vermeld als beeldhouwer of beeldsnijder. Vinckenbrink werkte in hout. Hoewel tijdgenoten ook in ivoor werkten, is van hem geen gesigneerd werk in ivoor bekend.
Vinckenbrincks oudst bekende werk is een ontwerp van een fontein van Bacchus en Ariadne voor het Oude Doolhof op de hoek van de Looiersgracht en Prinsengracht. Hij maakte voor deze tuin onder meer beelden van David en Goliath, die tegenwoordig in het Amsterdam Museum staan. In 1648 liet hij door Cornelis Holsteyn een portret maken, waarbij Vinckenbrinck zich presenteerde als 'Beelthouwer der Stadt Amstelredam'. Hij werd echter, voor zover bekend, nooit formeel tot stadsbeeldhouwer benoemd. Vinckenbrinck trouwde met Geertruyt Collaert. Hun zoon Abraham was beeldhouwer en heeft na het overlijden van zijn vader in 1664 diens werkplaats aan het Singel enige tijd voortgezet.
Een bekend werk van Vinckenbrinck is de 13 meter hoge preekstoel van de Nieuwe Kerk, waar hij van 1649 tot 1664 aan werkte.
Het Eindexamen Havo 2011 bevatte een vraag waarin een zandstenen reliëf over armenzorg van Albert Vinckenbrinck centraal stond.

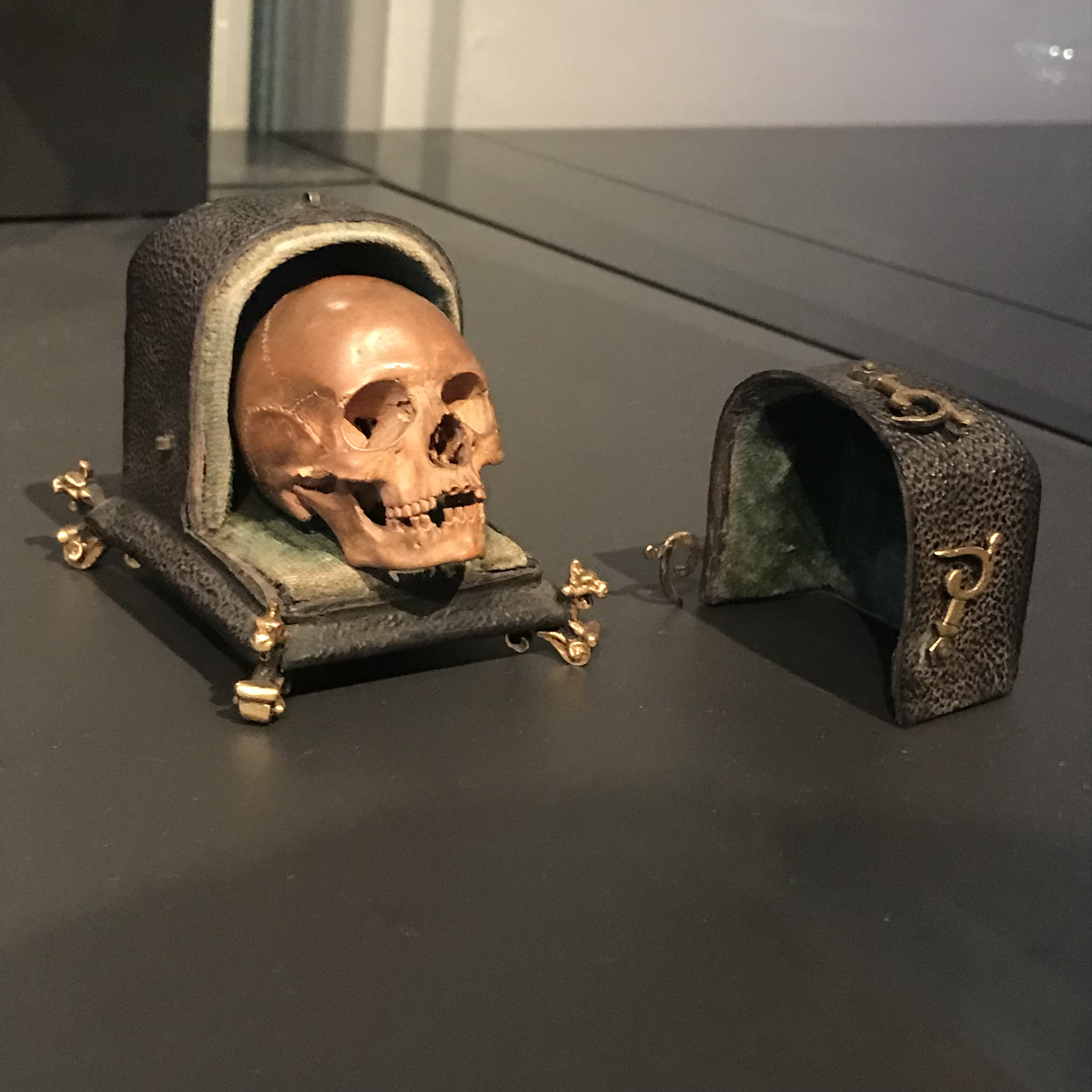
Albert Jansz. Vinckenbrinck - Vanitas Schedel met koffer, 1650.
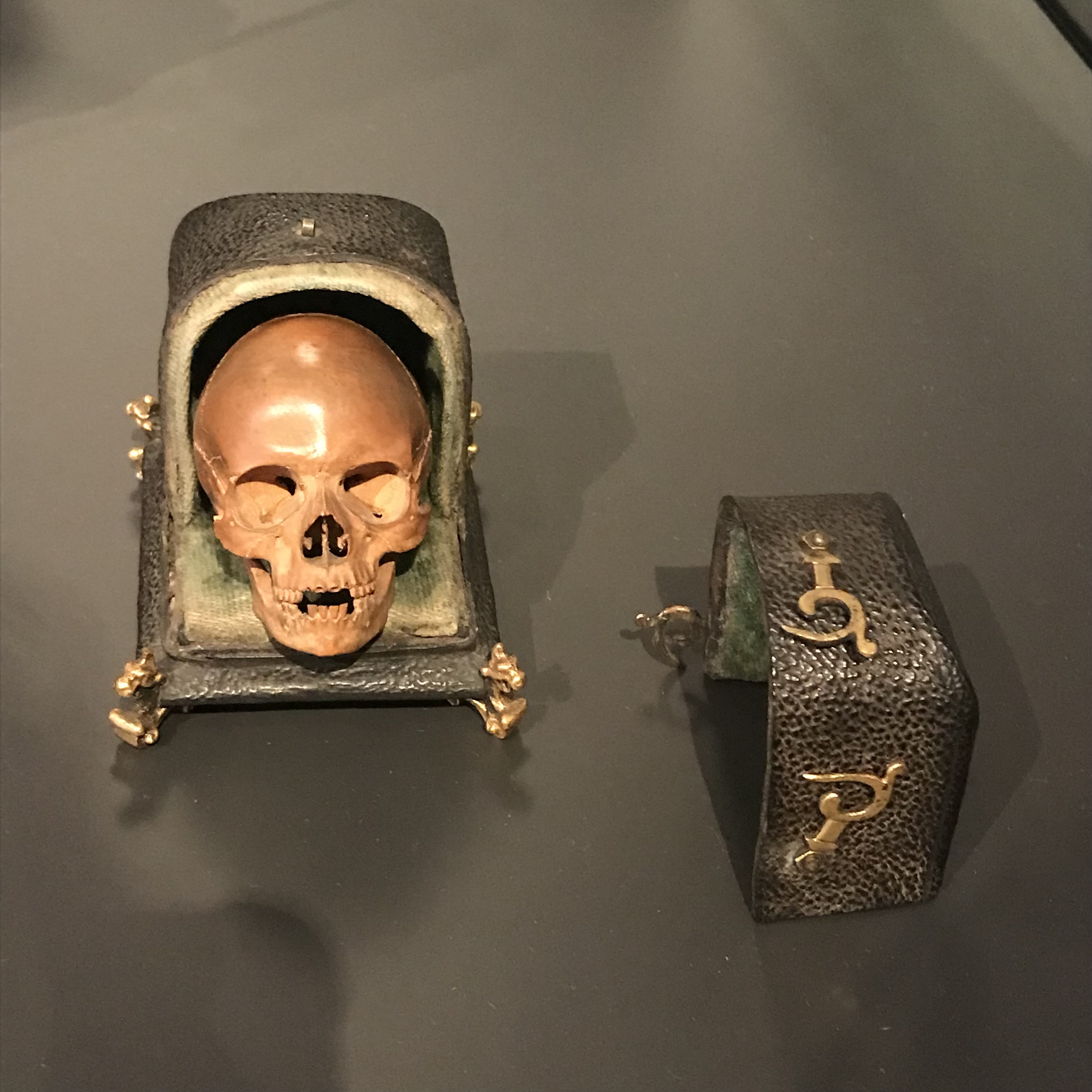
Albert Jansz. Vinckenbrinck - Vanitas Schedel met koffer, 1650.
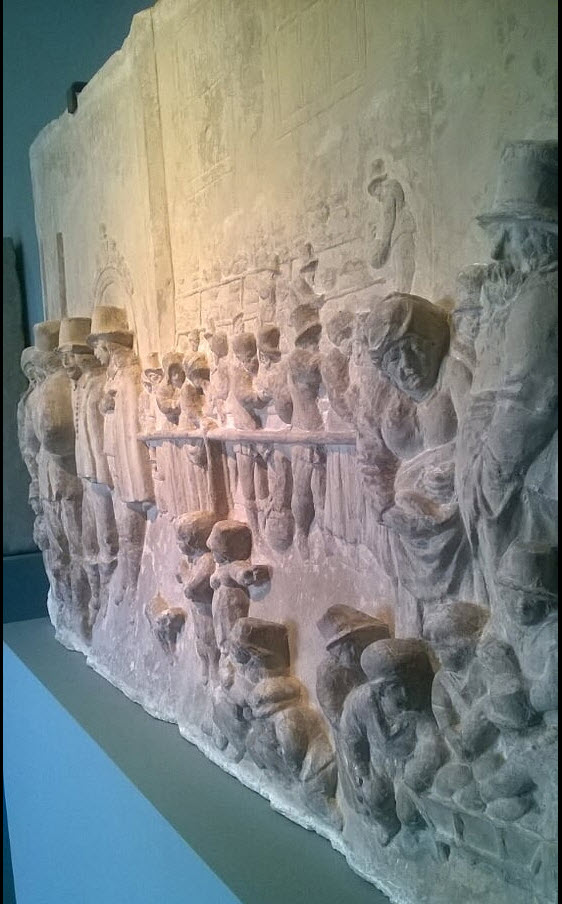
Zandstenen reliëf (Zij-aanzicht van rechts), Armenhuis
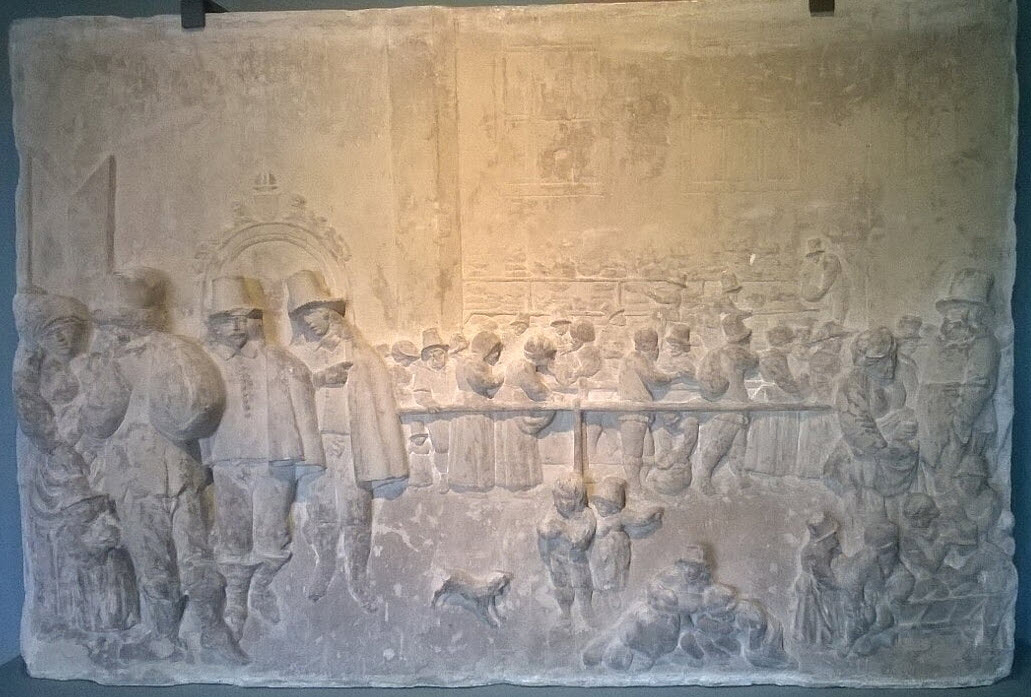
Zandstenen reliëf, Armenhuis
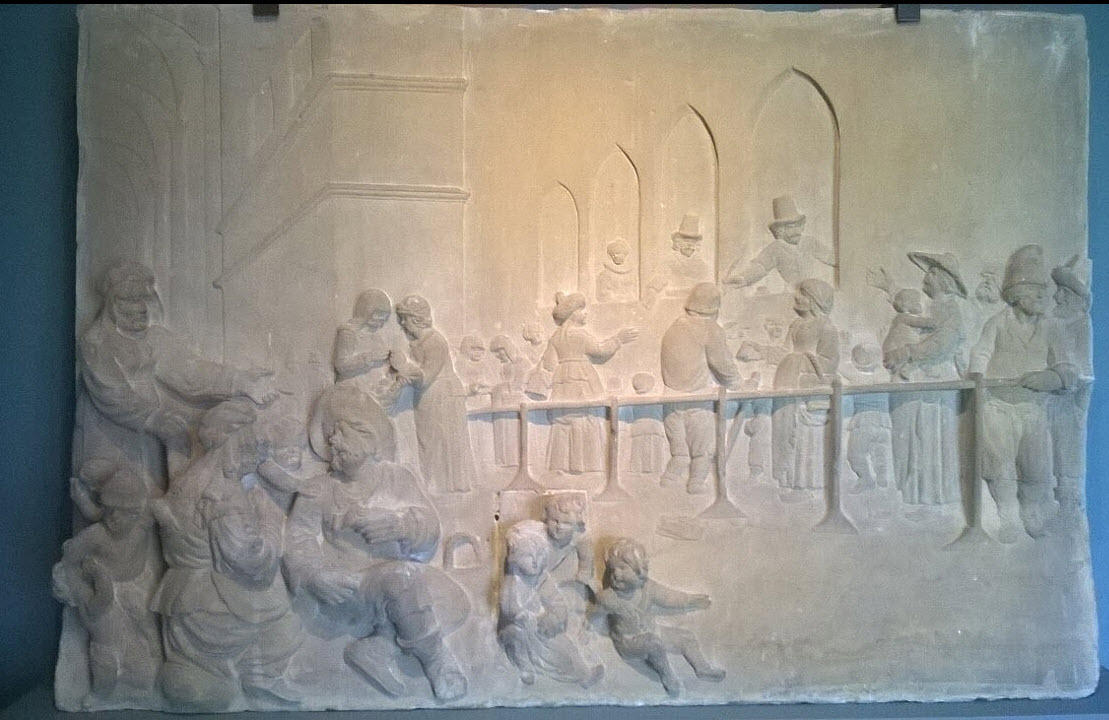
Zandstenen reliëf, Armenhuis
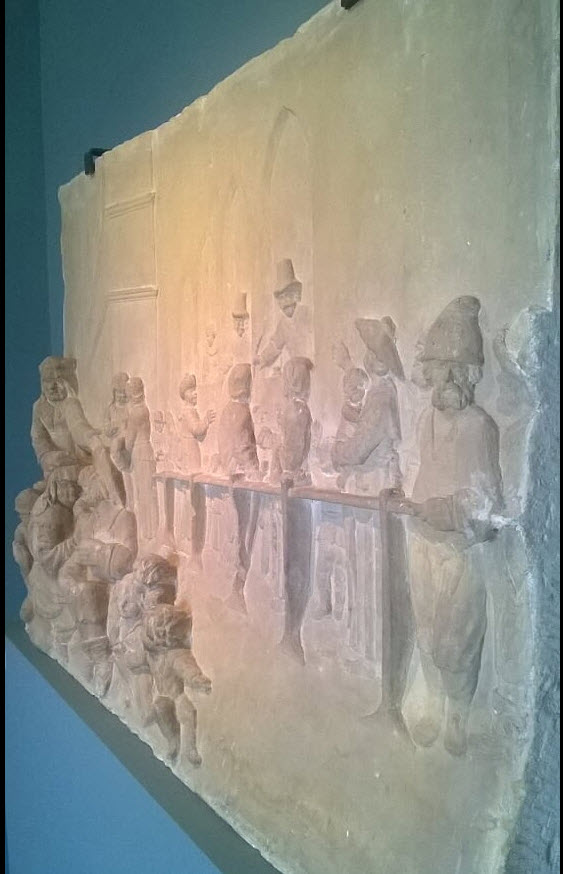
Zandstenen reliëf (Zij-aanzicht van rechts), Armenhuis
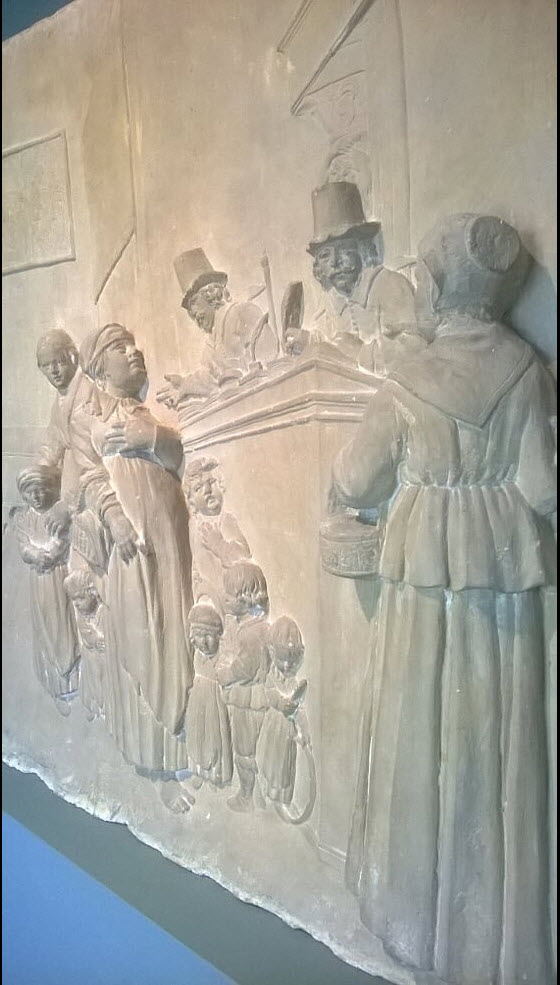
Zandstenen reliëf (Zij-aanzicht van links), vrouw schrijft zich in bij het armenhuis, de bewindvoerder neemt haar gegevens op
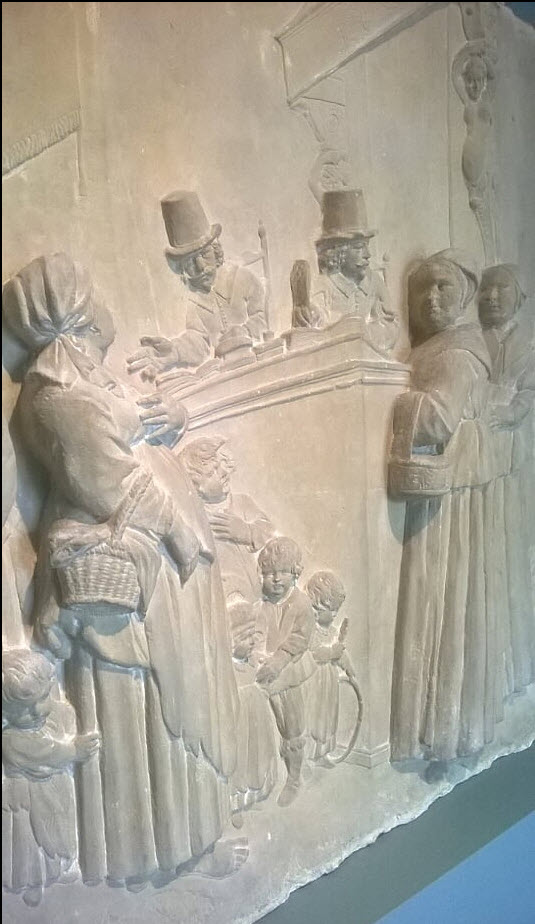
Zandstenen reliëf (Zij-aanzicht van rechts), vrouw schrijft zich in bij het armenhuis, de bewindvoerder neemt haar gegevens op
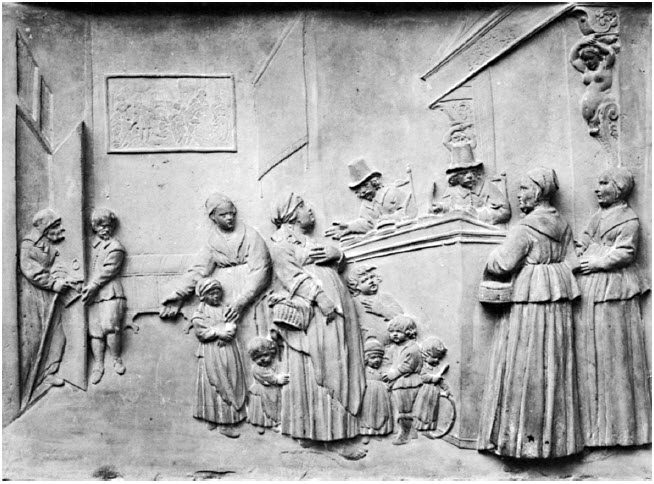
Inschrijving der bedeelden, zandstenen reliëf
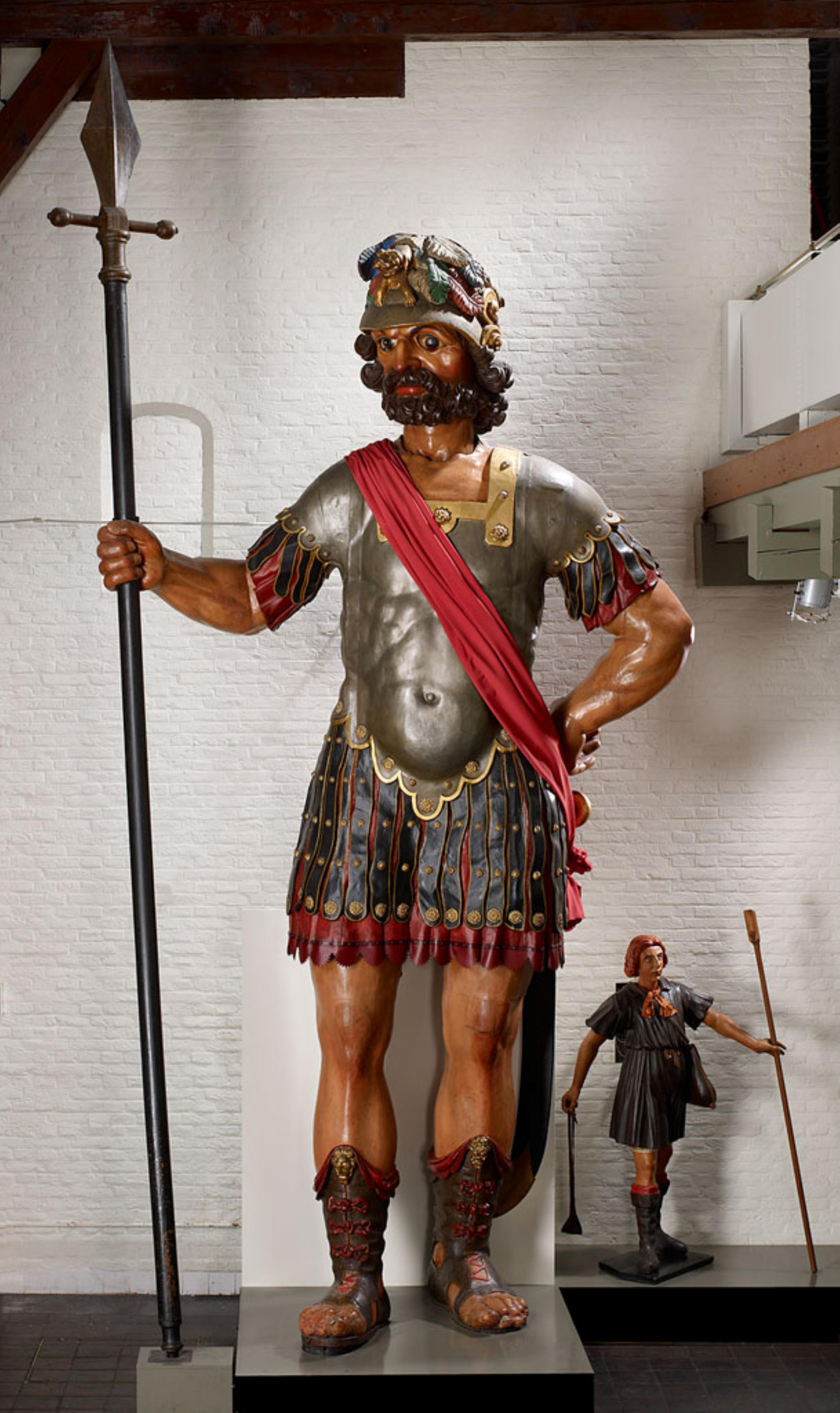
David en Goliath
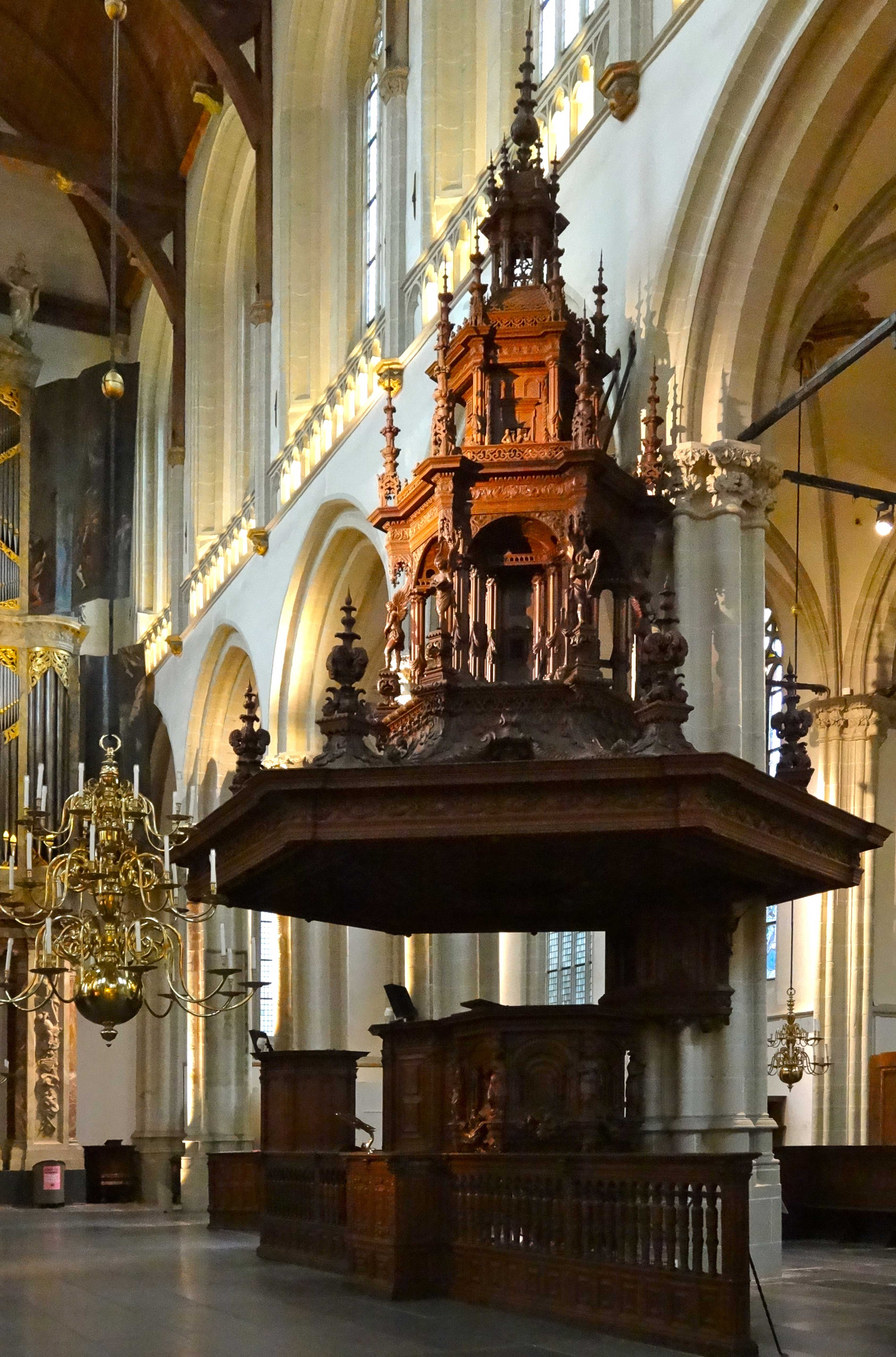
Preekstoel in de Nieuwe Kerk
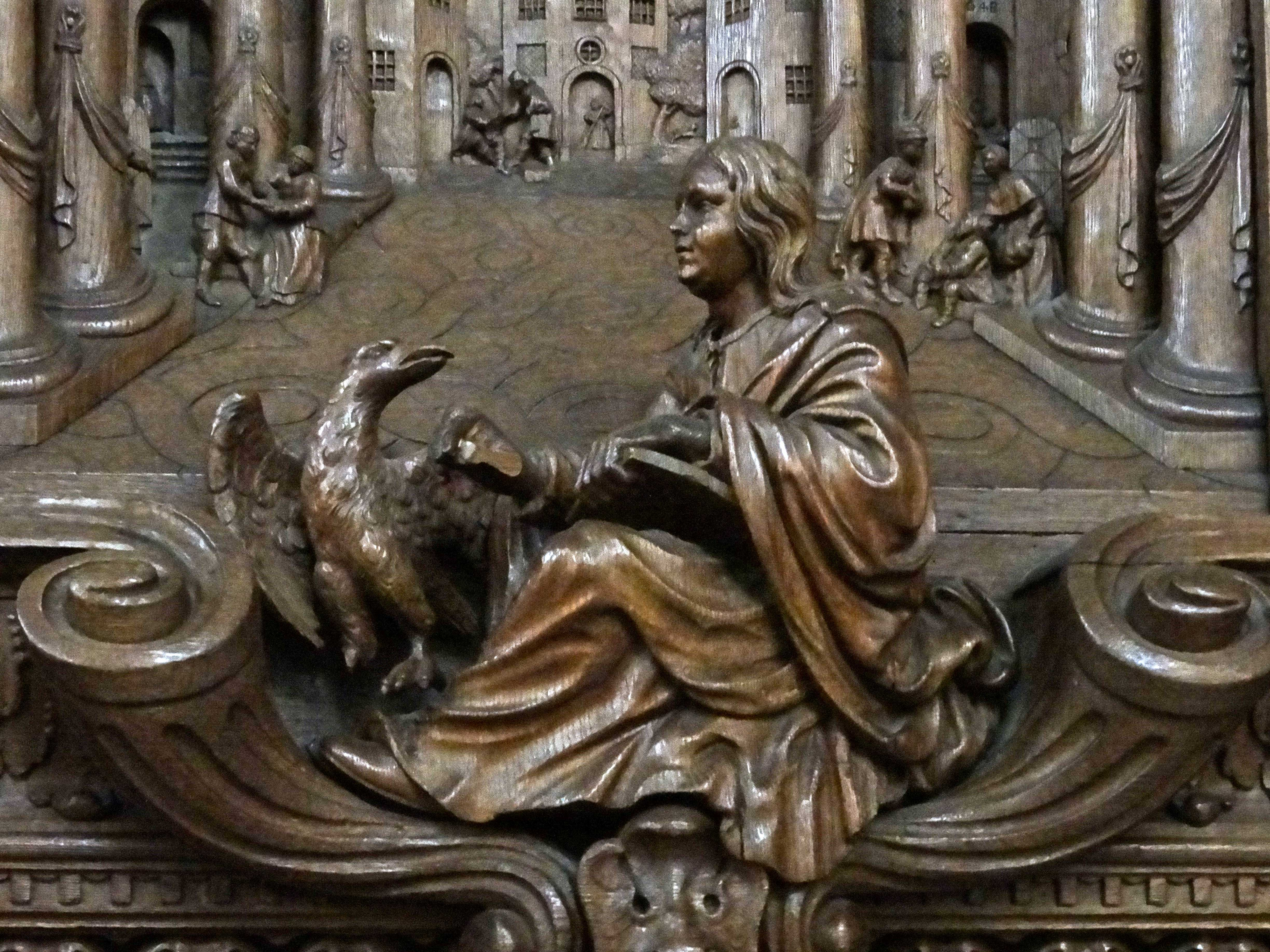
Johannes
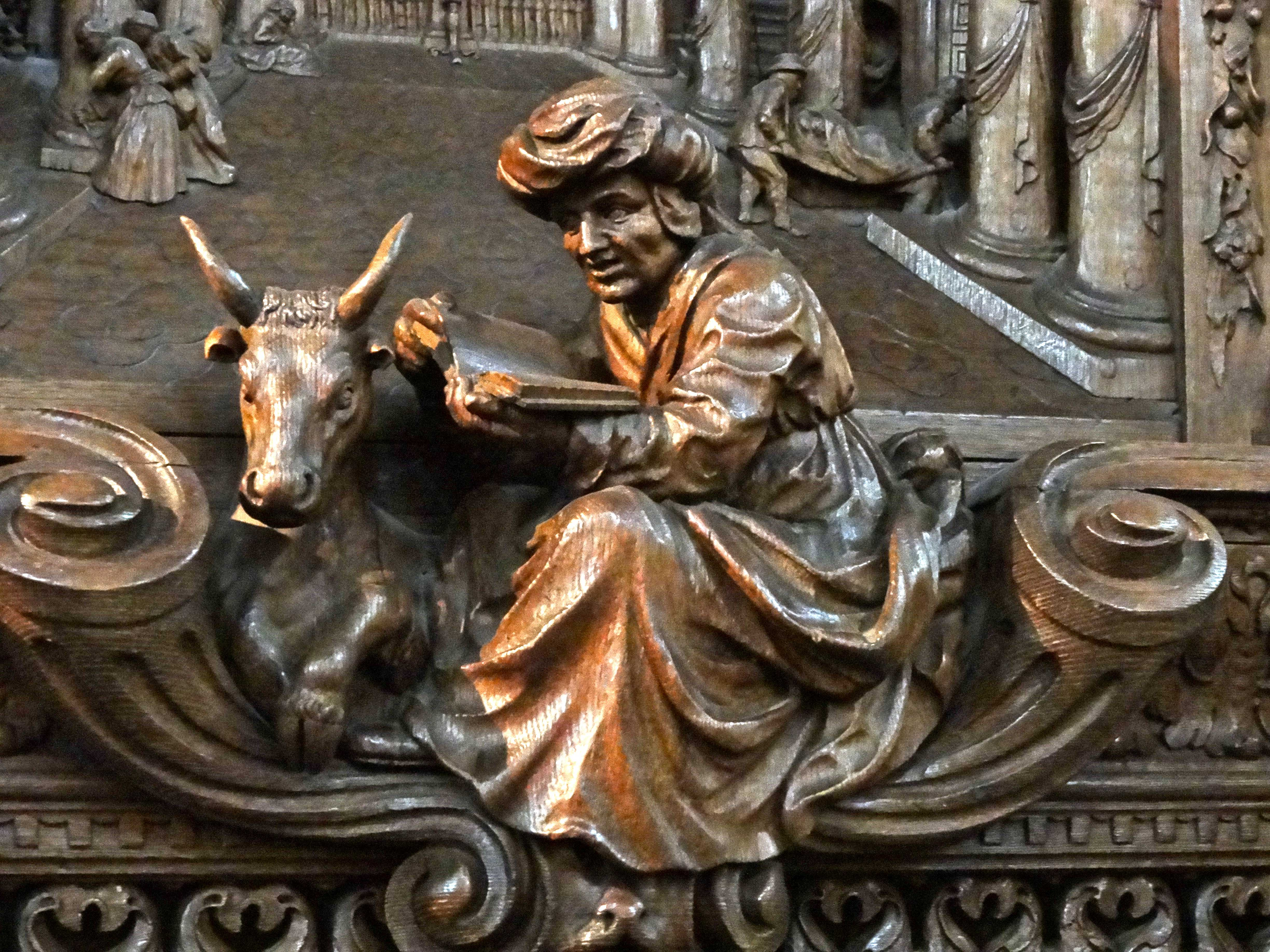
Lucas
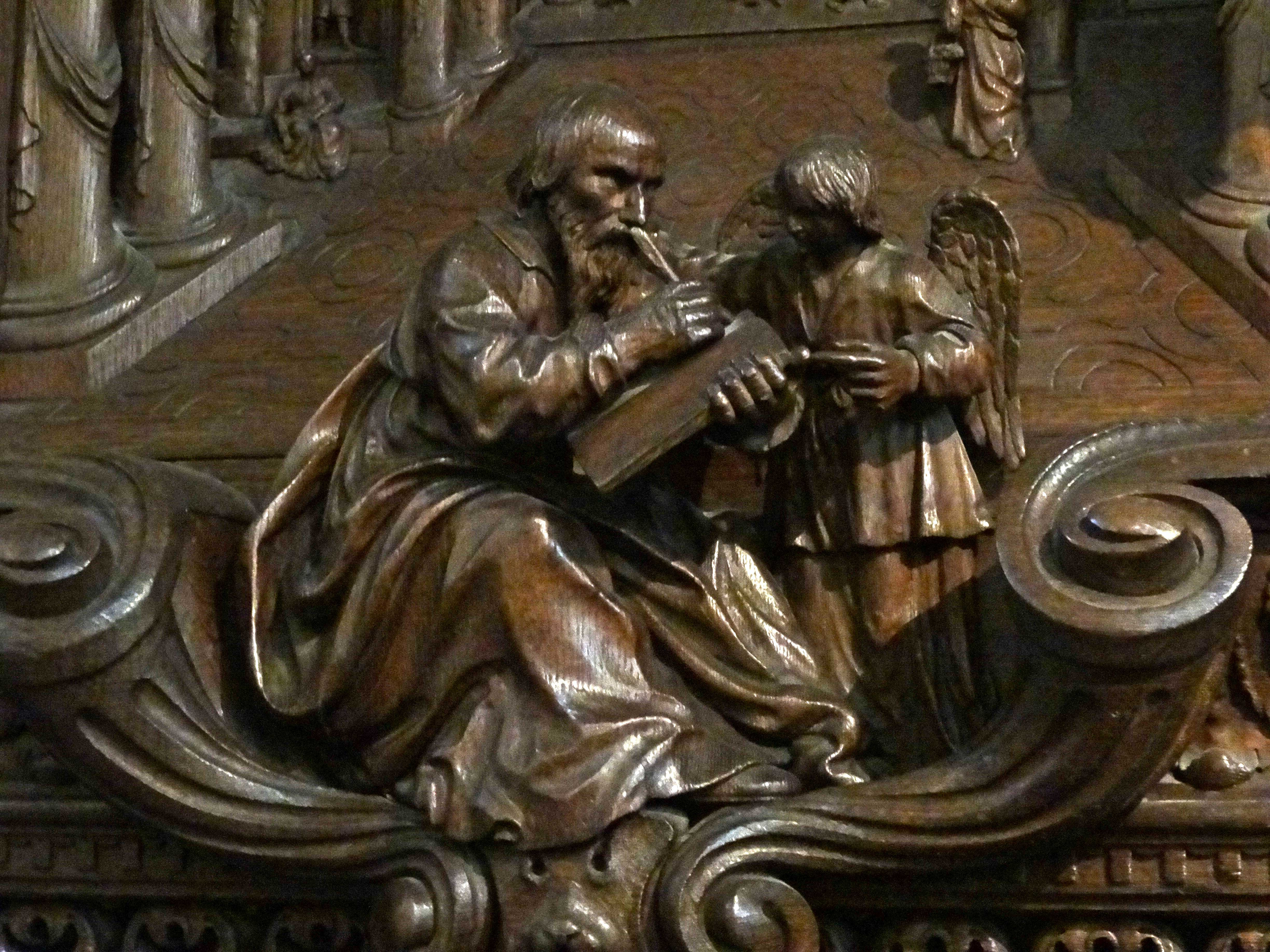
Mattheus
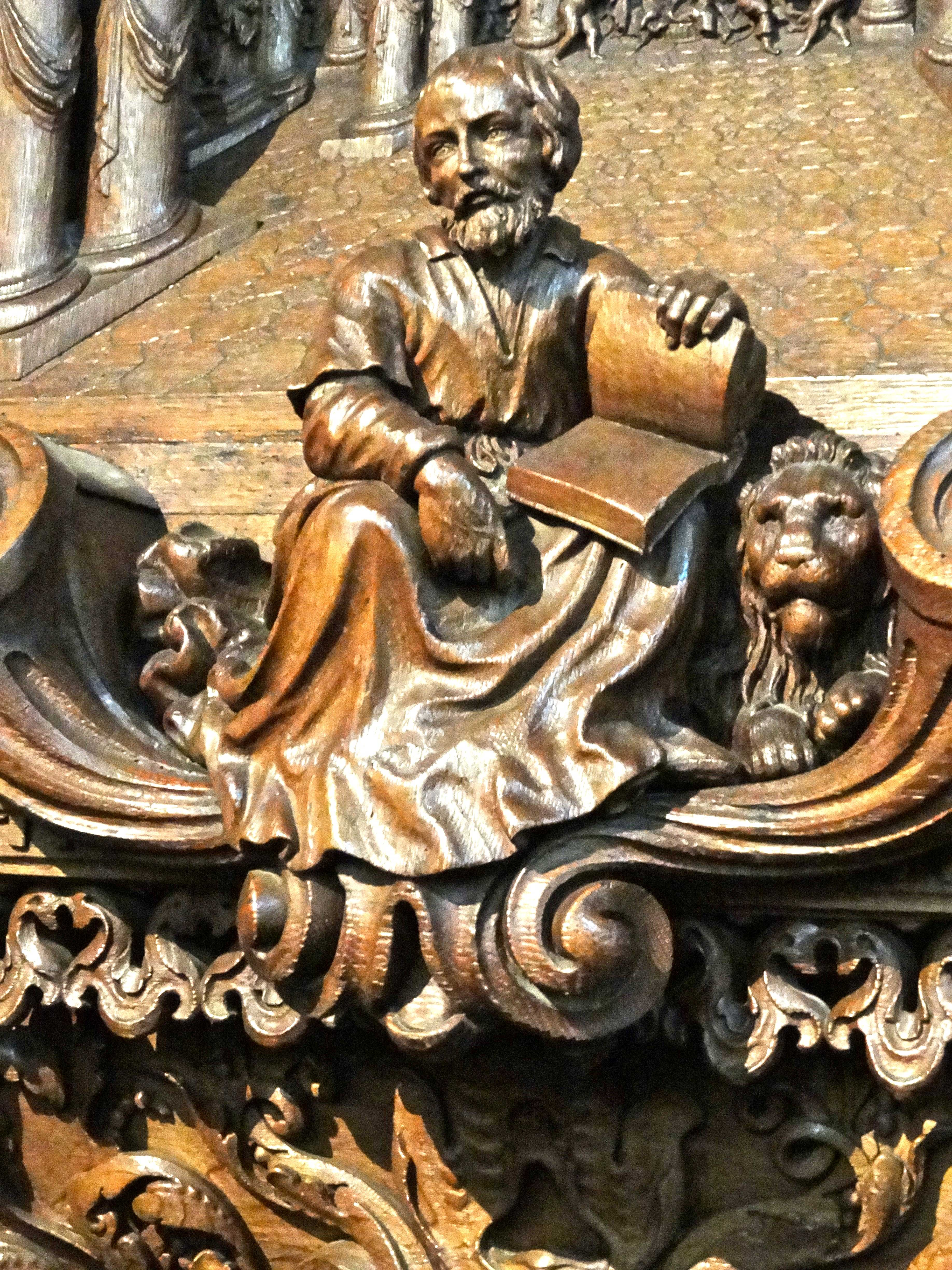
Marcus
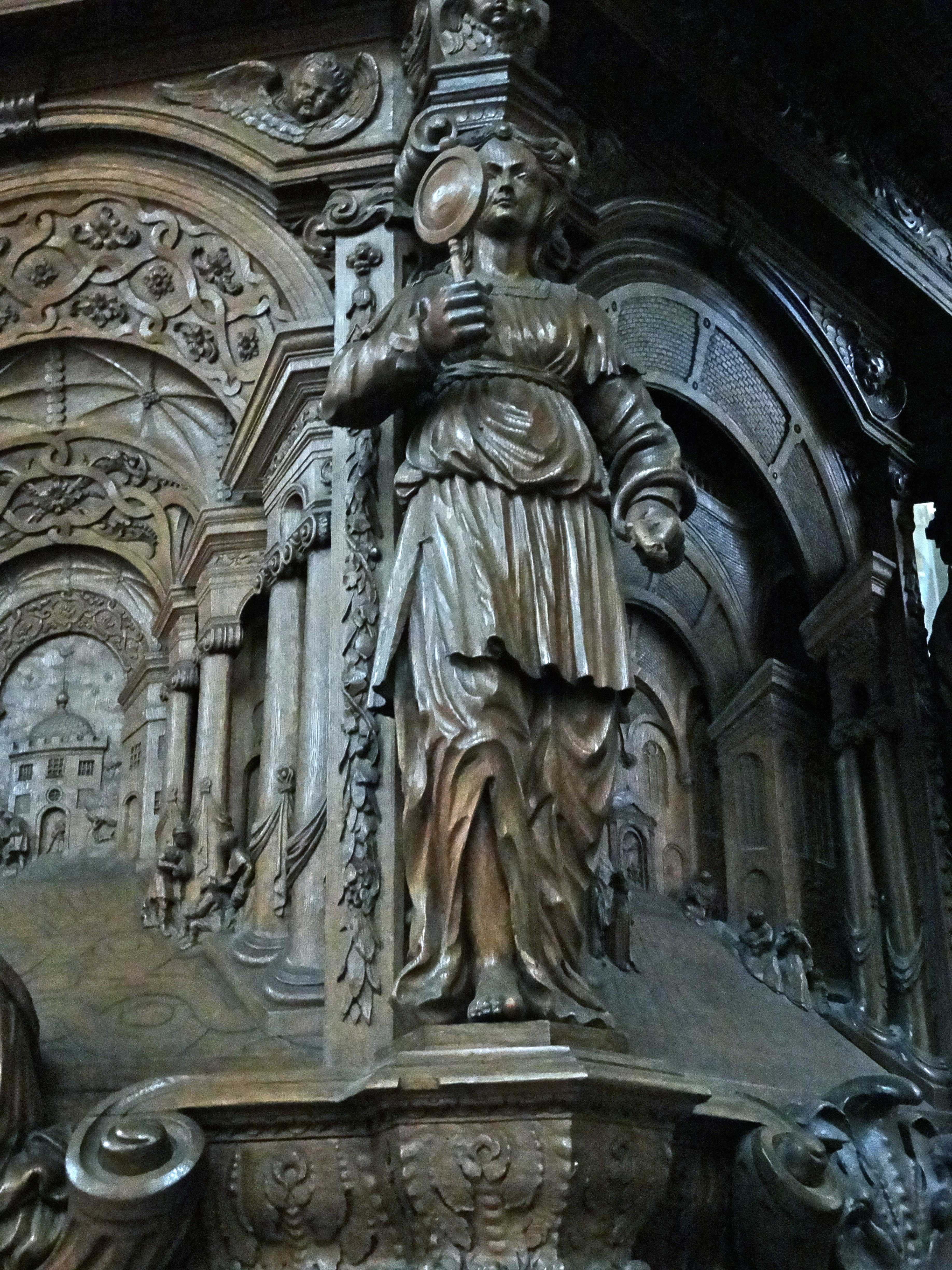
Voorzichtigheid
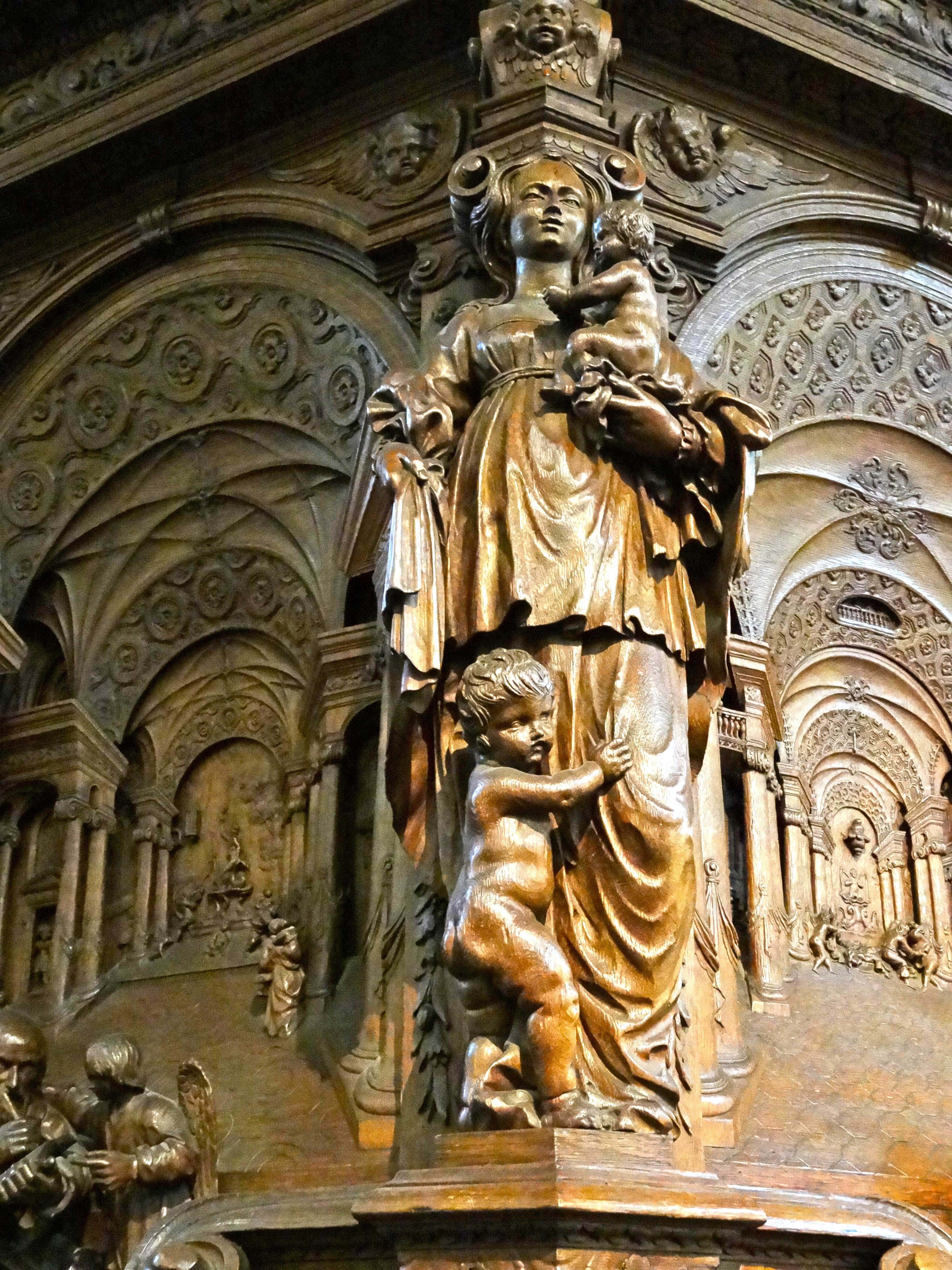
Liefde
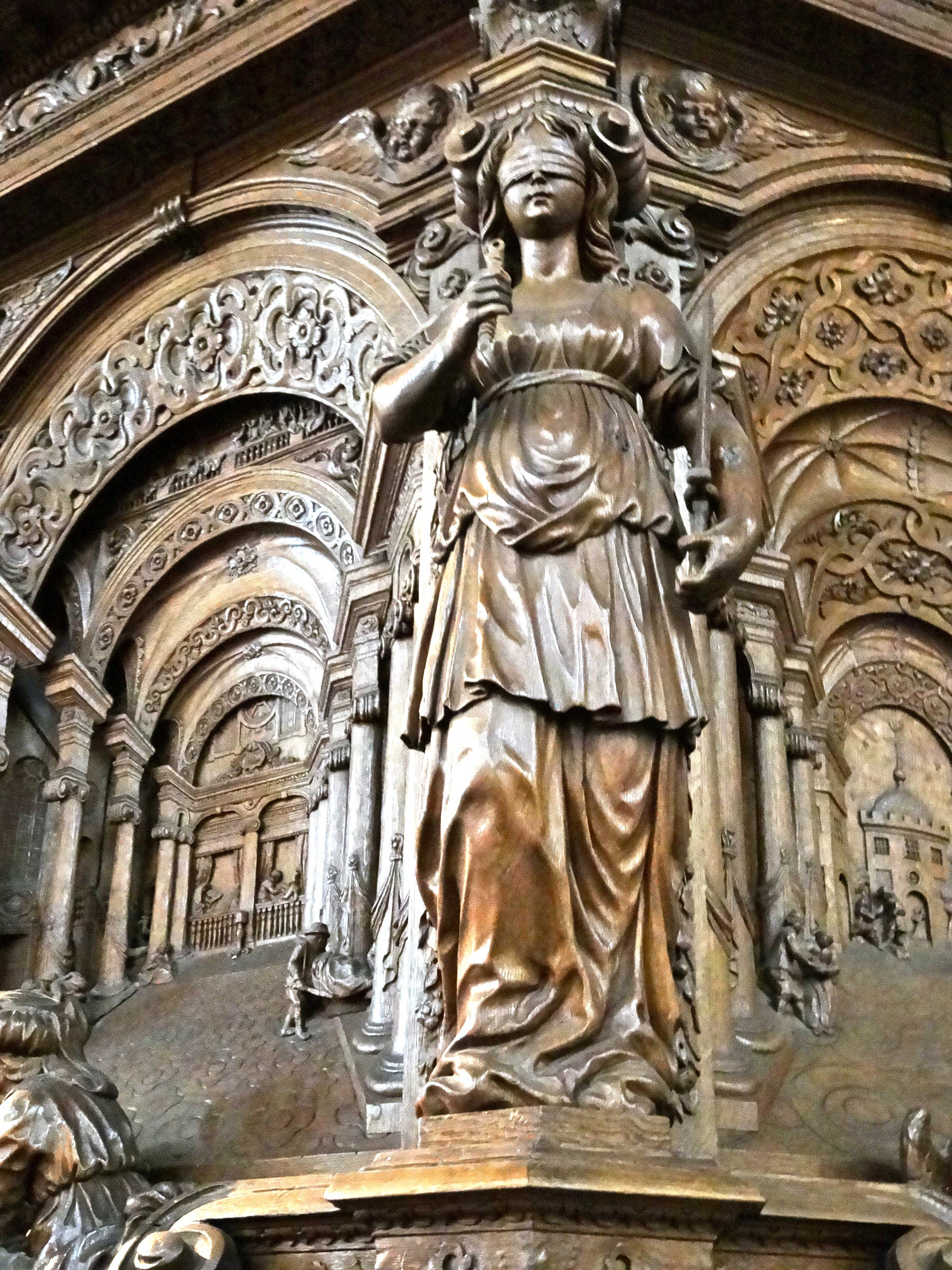
Gerechtigheid
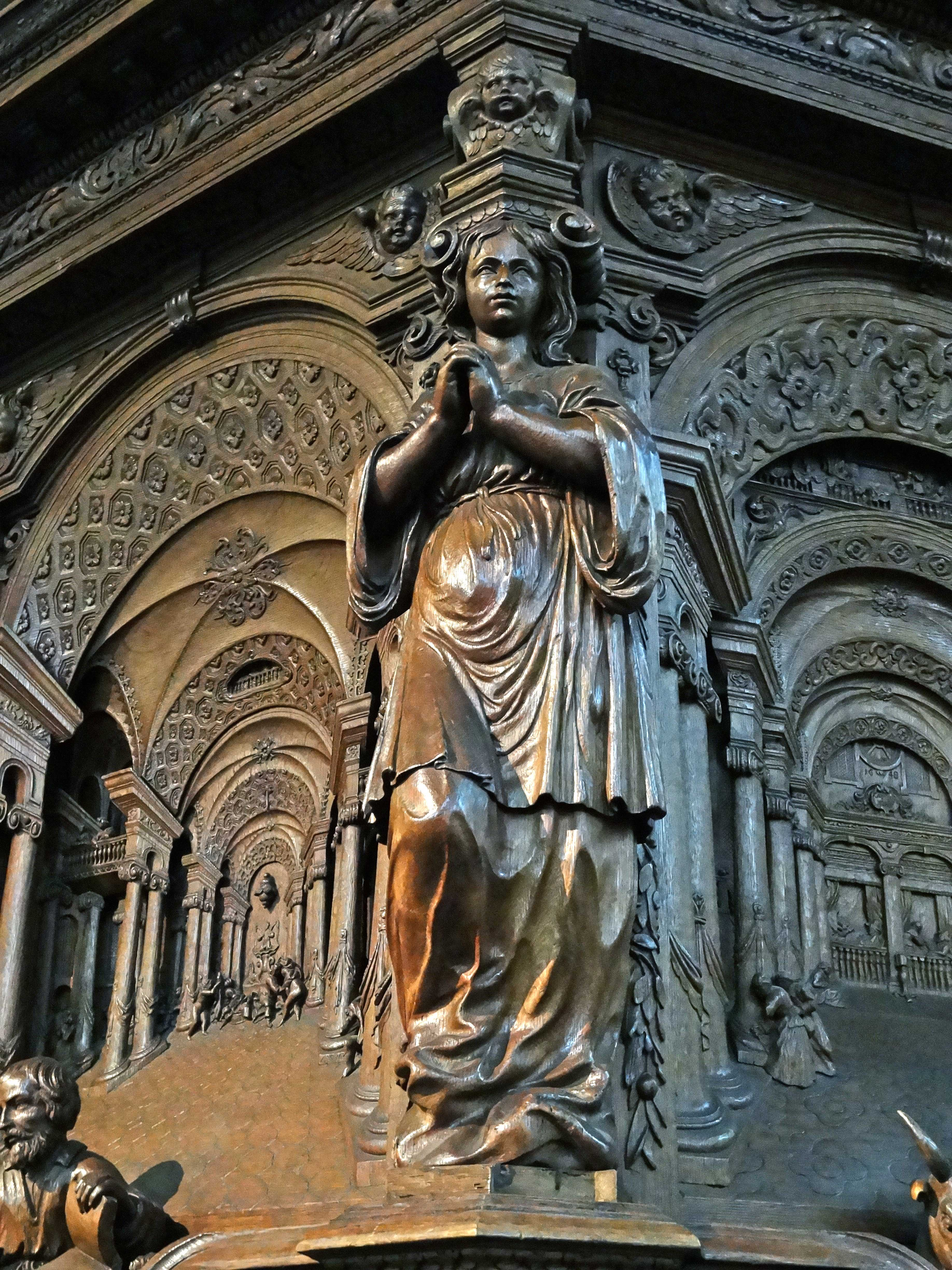
Hoop